# Tamara Dobson
Tamara Dobson (* 14. Mai 1947, Baltimore, Maryland; † 2. Oktober 2006 ebenda) war eine US-amerikanische Schauspielerin und Fotomodell.
Nach ihrer Schulausbildung arbeitete Dobson zunächst als Kosmetikerin und machte den Abschluss als Modezeichnerin am Maryland Institute of Art. Nachdem sie auch auf Grund ihrer Größe (1,87 m) einen Job als Fotomodell erhielt, kam sie nach New York, wo sie u. a. für Vogue arbeitete und in Werbeclips auftrat. Sie arbeitete für Fabergé, Revlon und Chanel.
Im Jahr 1972 erhielt sie ihre erste Filmrolle an der Seite von Yul Brynner und Burt Reynolds in Auf leisen Sohlen kommt der Tod und weitere kleinere Rollen in Spielfilmen, die zur Hauptrolle in den beiden Cleopatra-Jones-Filmen Ein Fall für Cleopatra Jones (1973) und Cleopatra Jones gegen die Drachenlady (1975) führten. Beide Filme, wie auch Norman... is that you? gehörten der Reihe von Blaxploitation-Filmen an. Nach Abflauen dieser Filmwelle wurde es auch um Dobson wieder ruhig. Sie wechselte zum Fernsehen. Im Kino war sie erst 1983 wieder zu sehen. An der Seite von Stella Stevens und Linda Blair spielte sie in dem Sexploitationfilm Das Frauenlager. Ihre letzte Rolle hatte sie 1984 in dem Fernsehfilm Ring der Amazonen, erneut an der Seite von Stella Stevens.
Dobson litt unter multipler Sklerose und starb 2006 mit 59 Jahren.

## Filmographie (Auswahl)
- 1972: Auf leisen Sohlen kommt der Tod (Fuzz)
- 1973: Ein Fall für Cleopatra Jones (Cleopatra Jones)
- 1975: Cleopatra Jones gegen die Drachenlady (Cleopatra Jones and the Casino of Gold)
- 1980: Buck Rogers (Fernsehserie, 1 Folge)
- 1983: Das Frauenlager (Chained Heat)
- 1984: Ring der Amazonen (Amazons)